# Ambasadorowie Hiszpanii w Genui
Z wyjątkiem lat 1712-1714 Hiszpania i Republika Genui utrzymywały ze sobą kontakty dyplomatyczne.

## Hiszpańscy ambasadorzy i posłowie w Genui
- 1626–1638 – Francisco de Melo
- 1701–1705 – markiz Monreal
- 1706–1712 – Antonio Casado y Velasco, markiz Monteléon
- 1709–1713 – Juan Francisco Pacheco, książę de Uceda (przedstawiciel Karola Habsburga)
- 1714–1725 – Vincente Bacallar y Sanna, markiz San Felipe (ambasador)
- 1725–1735 – Bernardo de Ezpeleta
- 1735–1737 – Felix Cornejo y Alemán
- 1737–1795 – Juan Joaquín Cornejo